# Sharid Alles
Sharid Alles-Uppelschoten (Mokameh, India, 23 mei 1980) is een Nederlandse radiomaker, schrijver, presentator, producent en redacteur. Alles is bekend als podcastmaker, kinderboekenschrijver en voormalig zendermanager van NPO 3FM.

## Biografie
Na haar opleiding Nederlands tekstschrijven aan de Hogeschool Inholland, ging Alles aan de slag als webredacteur bij Endemol. Al snel maakte ze een overstap naar de functie van radio-dj bij FunX, waar ze de rol van presentator en producer vervulde. In maart van 2007 werd Alles aangenomen bij BNN als redacteur en presentator op invalbasis bij BNN Today, destijds het programma van de omroep op Radio 1. Vanaf januari 2008 kwam daar 3voor12Radio (VPRO) bij op NPO 3FM, waar Alles eerst parttime en later fulltime haar radio carrière vervolgde, als producer en co-host.
In 2011 stopte Sharid Alles bij 3voor12Radio en ging ze als freelance presentator, producer, eindredacteur en tekstschrijver aan de slag voor onder meer Radio 1, Radio 6, 3FM en Radio 2.
Tussen 2009 en 2014 werkte Alles voor NPO 3FM als eindredacteur tijdens grote projecten zoals Pinkpop, Lowlands en Serious Request, naast haar werk als producer/redacteur en co-host voor 3voor12Radio en later PS Radio (KRO). In 2015 keerde Alles terug bij jongerenzender FunX, ditmaal in een leidinggevende rol, waar ze eindverantwoordelijk werd voor alle inhoud op de radiozender en online. Haar functie als programmaleider vervulde ze tot medio 2018, waarna ze zendermanager werd van NPO 3FM. Deze functie vervulde ze tot 1 januari 2022. Ze slaagde er in om de jarenlang teruglopende luistercijfers stabiel te houden ten tijde van de coronapandemie.
Sharid Alles is getrouwd en moeder van twee zoons. Voordat ze getrouwd was, was ze bekend als Sharid Uppelschoten. De achternaam Alles is van haar man en heeft ze overgenomen.

## Kinderboeken
Alles is auteur van de kinderboeken Rocca en het geheime toverrecept Rocca en de verdwijning van Oma Sala en Rocca en de magische vriendschap, uitgegeven bij Rose Stories.

## Zelfstandig ondernemer
Sinds 2022 werkt Sharid Alles succesvol als zelfstandig ondernemer en verzorgt ze met haar bedrijf Alles in de media onder andere podcasts, audioklussen, scripts en scenario’s. Ze coacht jong mediatalent bij de NPO en daarnaast zet Alles zich in voor het bewerkstelligen van meer diversiteit in het Nederlandse medialandschap.

Samen met oud-collega Eva Cleven maakte ze in 2024 een podcastserie over adoptie voor FunX.
- International Standard Name Identifier: 0000 0004 6514 569X
- Nederlandse Thesaurus van Auteursnamen: 418074097
- Virtual International Authority File: 9174153063207119320009